# Kepler-34
Kepler-34 (auch KOI-2459) ist ein Doppelsternsystem im Sternbild Schwan, das etwa 4900 Lichtjahre von der Sonne entfernt ist. Beide Sterne werden von einem zirkumbinären Exoplaneten umkreist.

## Eigenschaften
Das System besteht aus zwei der Sonne vergleichbaren Gelben Zwergen der Spektralklasse G. Masse und Radius beider Komponenten sind einander sehr ähnlich und etwas größer als bei der Sonne. Kepler-34 A und B kreisen einmal in etwas weniger als 28 Tagen auf einer exzentrischen Bahn um ihr gemeinsames Baryzentrum. Ihre große Bahnhalbachse beträgt annähernd 0,22882 AE. Für einen Beobachter auf der Erde ziehen beide Sterne bei ihrer gegenseitigen Umkreisung voreinander vorbei. Kepler-34 ist somit ein bedeckungsveränderliches System.

## Planetensystem
Durch das Weltraumteleskop Kepler wurde mittels der Transitmethode ein beide Sterne umkreisender Planet nachgewiesen, dessen Entdeckung 2012 veröffentlicht wurde. Der Planet mit der Bezeichnung Kepler-34 b (auch Kepler-34(AB) b) hat einen Radius von etwa 0,764 Jupiterradien und eine Masse von etwa 0,220 Jupitermassen. Er umkreist beide Sterne einmal in etwa 288,822 Tagen auf einer etwas exzentrischen Bahn mit einer großen Bahnhalbachse von etwa 1,0896 AE.
Der Exoplanet ist wahrscheinlich nicht in dem Bereich des Systems entstanden, wo er sich jetzt befindet, sondern in mehr als 1,5 AE Abstand und dürfte dann durch Migration seine heutige Bahn eingenommen haben.